# Corinthians (banda)
Corinthians é uma banda rock da cidade de Wigan, na Inglaterra, formada por Dan Thomas (vocal/guitarra/teclado), Thom Tyrer (baixo/vocal), Adam Owens (bateria) e Ben Gaskell (guitarra) em 2004. 

## Carreira
A banda começou como um trio em 2004, e no ano seguinte Gaskell entrou para a banda. Em 2006, após 4 EPs lançados, a banda se separou, alegando motivos pessoais de seus integrantes. 
No ano de 2014, a banda retornou como um quinteto, liderado por Alex Mackenzie. Em 2016, foi lançado um novo EP, intitulado Crossed Horizons, contendo 4 novas canções.

## Discografia
- 2005: Announcements - EP
- 2005: Split (with Cowtown) - single[4]
- 2006: You Can/We Can - single
- 2006: Corinthians Play the Dreams of the Children Who Have No-One to Speak for Them - EP
- 2016: Crossed Horizons - EP